# Bateria topograficzna
Bateria topograficzna – pododdział artyleryjskiego rozpoznania pomiarowego przeznaczony do rozwijania lub zagęszczania specjalnej sieci geodezyjnej, dowiązania placówek rozpoznania dźwiękowego i wzrokowego, wcinania dozorów, celów pomocniczych oraz celów wykrytych przez obserwację naziemną.